# Rjavina
Rjavina je 2532 metrov visoka gora, ki se dviga med alpskima dolinama, Kotom in Krmo. Z vrha, na katerem je vpisna knjiga za planince, je zelo lep pogled proti Triglavu (2863 m), Rži (2538) in ostalim vrhovom okrog Triglava.
Dostop do Rjavine je možen iz vseh treh dolin, Kota, Krme in Vrat. Ob jugozahodnem vznožju gore stoji na višini 2332 m ena najvišje ležečih planinskih postojank v Sloveniji, Dom Valentina Staniča.